# Chiesa di San Nicola (Hall in Tirol)
La chiesa di San Nicola, in tedesco Pfarrkirche Sankt Nikolaus, è la parrocchiale e chiesa principale della cittadina di Hall in Tirol, in Austria.

## Storia e descrizione

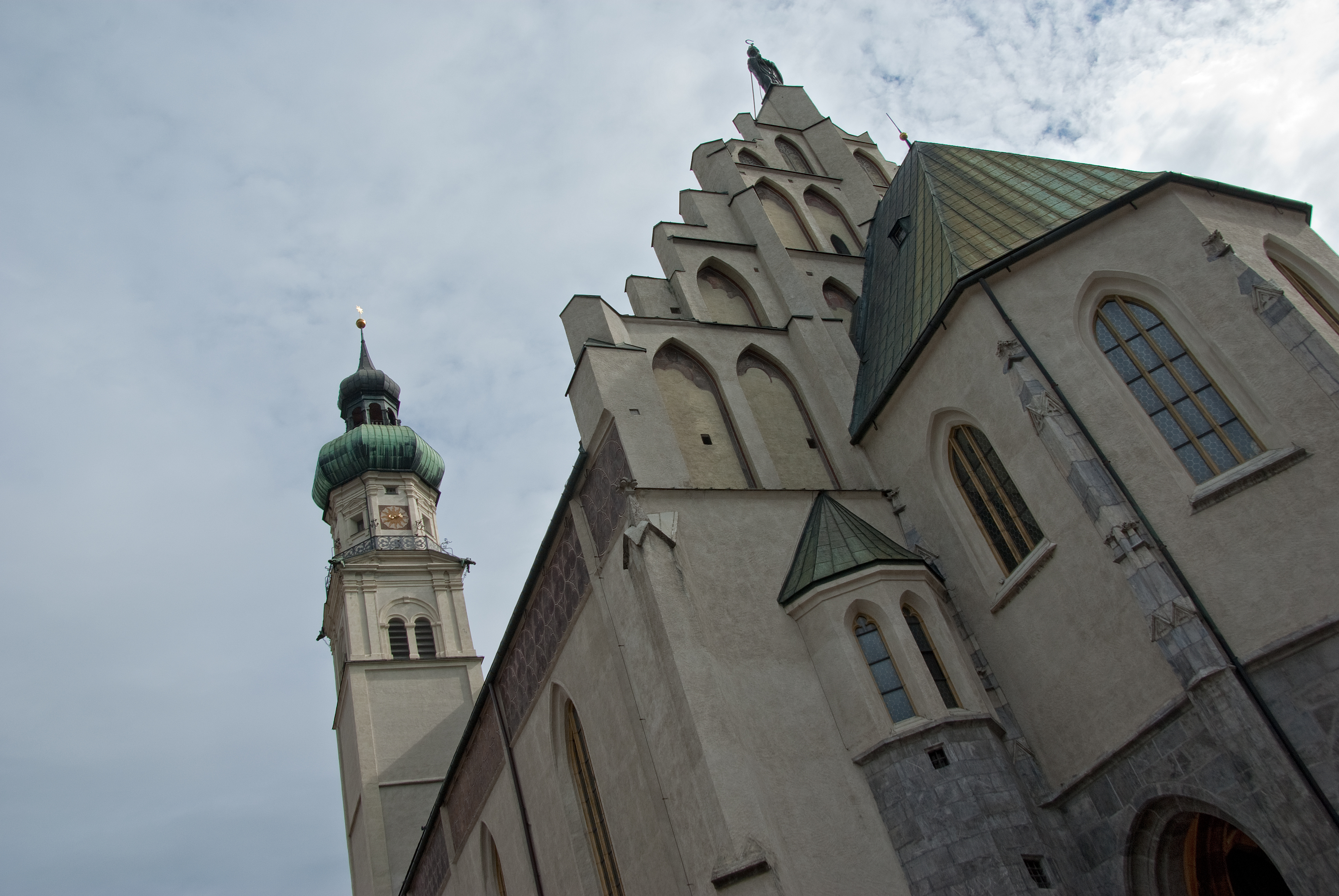
Particolare della facciata.

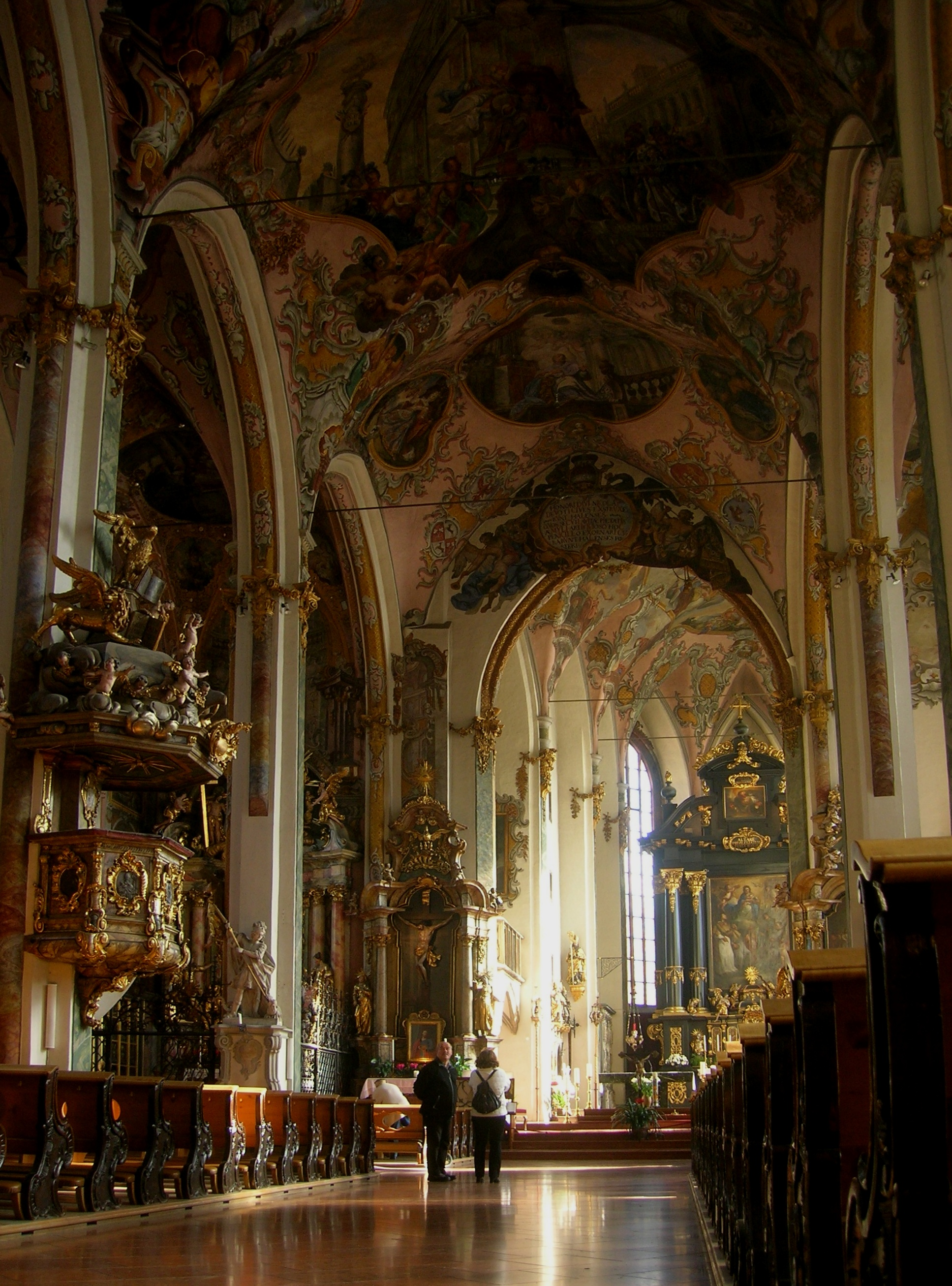
Veduta dell'interno con la sontuosa decorazione barocca.

Nel 1281, per la prima volta, viene menzionata l'esistenza, in questo luogo, di una piccola chiesa dedicata ai santi Nicola e Ingenuino di Sabiona. 
Con lo svilupparsi della città del sale, la chiesa divenne ben presto troppo piccola e se ne decise la totale ricostruzione. 
I lavori iniziarono dal coro, costruito fra il nel 1312 e il 1318 e poi venne di nuovo ampliata nel 1352. Nello stesso anno, la chiesa ricevette anche il diritto di battezzare, ma dipendeva ancora dalla parrocchia madre di Absam. Ma nel 1413, con l'invasione dei Bavari, la parrocchiale di Absam fu distrutta e il parroco si trasferì a Hall; inoltre la popolazione aumentò bruscamente nel XV secolo, così si decise di ampliare notevolmente l'edificio.
Il cantiere si svolse fra il 1420 e il 1440 e l'architetto Hans Sewer, mantenne il coro e ricostruì il piedicroce assumendo la sua attuale forma gotica. Tuttavia, avendo più terreno verso nord e non potendo estendere il corpo nuovo dell'edificio verso sud, Sewer dovette raccordare il nuovo piedicroce con il vecchio coro. Motivo per il quale l'asse della chiesa risulta piegato. Il nuovo edificio presenta una pianta basilicale con coro sporgente e piedicroce a sala diviso in tre navate da pilastri.
Verso la fine del XVI secolo la chiesa fu restaurata per la prima volta. Il grave terremoto del 17 luglio 1670 fece crollare il campanile, che fu subito ricostruito in stile barocco e completato nel 1676. 
Intorno al 1690 venne aggiunta a fianco all'abside la Josefkapelle, Cappella di San Giuseppe, di forme barocche con ricche coperture in rame.
Nella seconda metà del XVIII secolo si iniziò il rinnovamento barocco dell'interno. Il pittore viennese Josef Adam Mölk eseguì a partire dal 1752 gli affreschi delle volte con Scene della Vita di San Nicola. Nel 1754 lo scultore Gregor Fritz realizzò i tre altari laterali barocchi sulla parete di fondo del piedicroce.
Un incendio nel 1875 distrusse parzialmente l'attico, il tetto e parte del frontone della facciata con la statua di San Nicola, l'edificio venne subito restaurato. 
Nel corso del XX secolo, i soffitti furono restaurati due volte.

### Opere d'arte
- Pala della Madonna col Bambino e Santi. La pala dell'altar maggiore è opera del pittore fiammingo Jan-Erasmus Quellinus che la realizzò nel 1657 quando era in viaggio per l'Italia e si fermò a Hall. Raffigura la Vergine Maria con il bambin Gesù fra angeli e i santi Stefano, Lorenzo, Cassiano e Nicola.
- Madonna, statua lignea attribuita a Michael Pacher[2].
- Epitaffio dei Fieger, opera rinascimentale del 1574 di Melchior Ritterl nel 1574.
- Ecce homo, pannello dipinto del 1510 circa, attribuito al pittore locale Sebastian Frosch.
- Tribuna d'organo, in controfacciata, opera in pietra traforata del 1478 di Wilhelm Steinperger[1].
- Grand'Organo del 1689 di Franz Köck.

## Galleria d'immagini

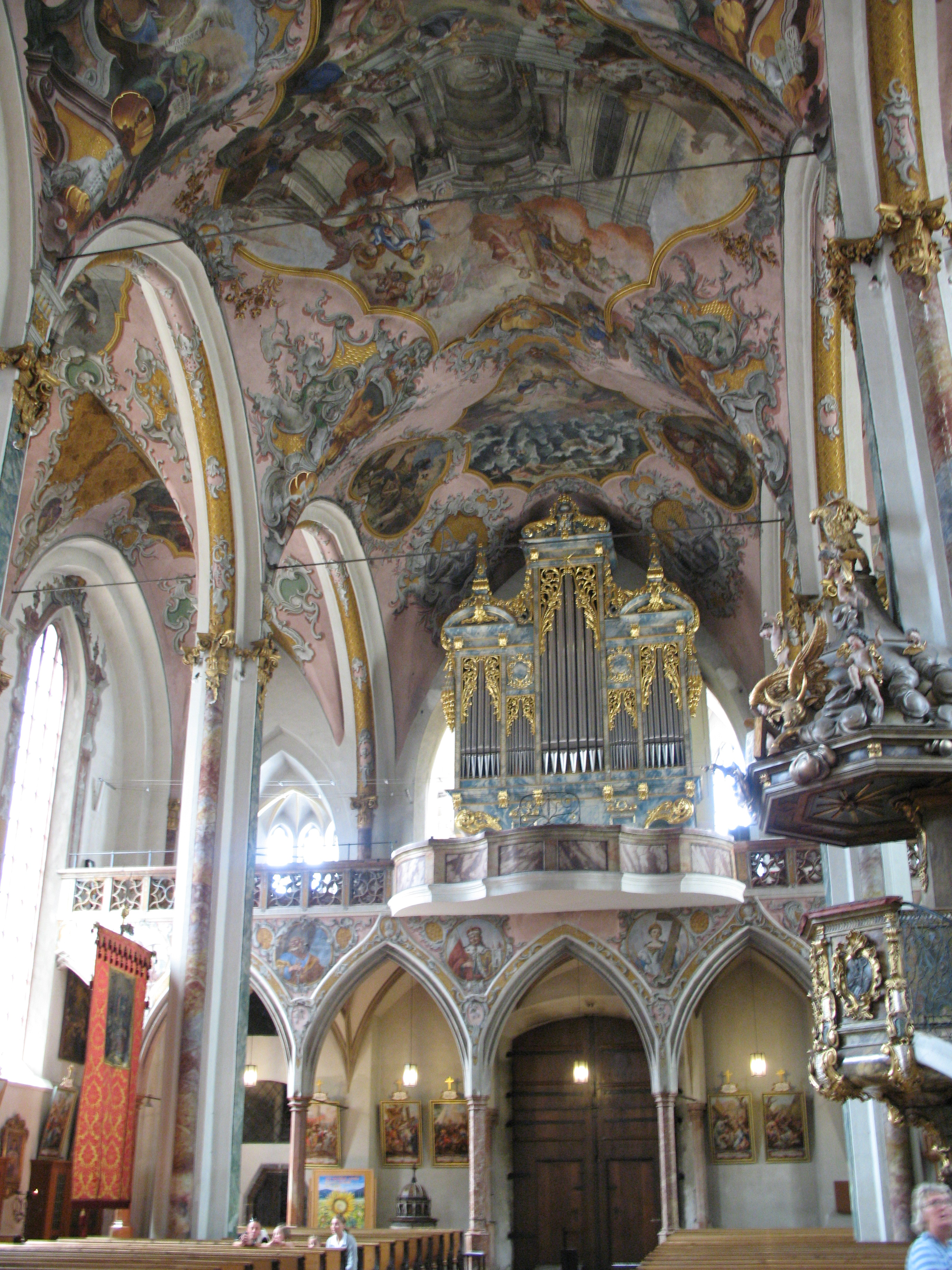
La controfacciata con l'organo
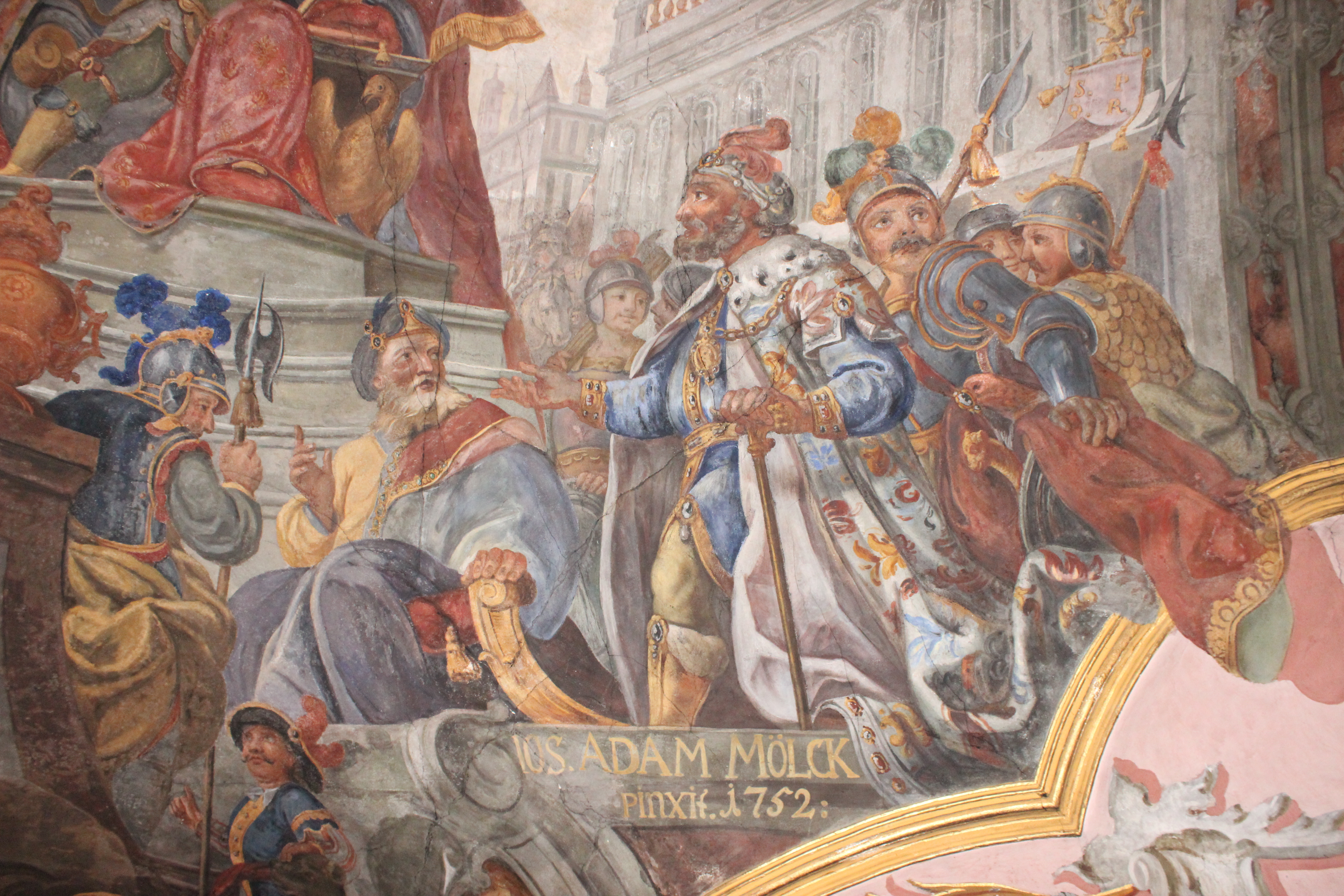
Affresco di Mölk
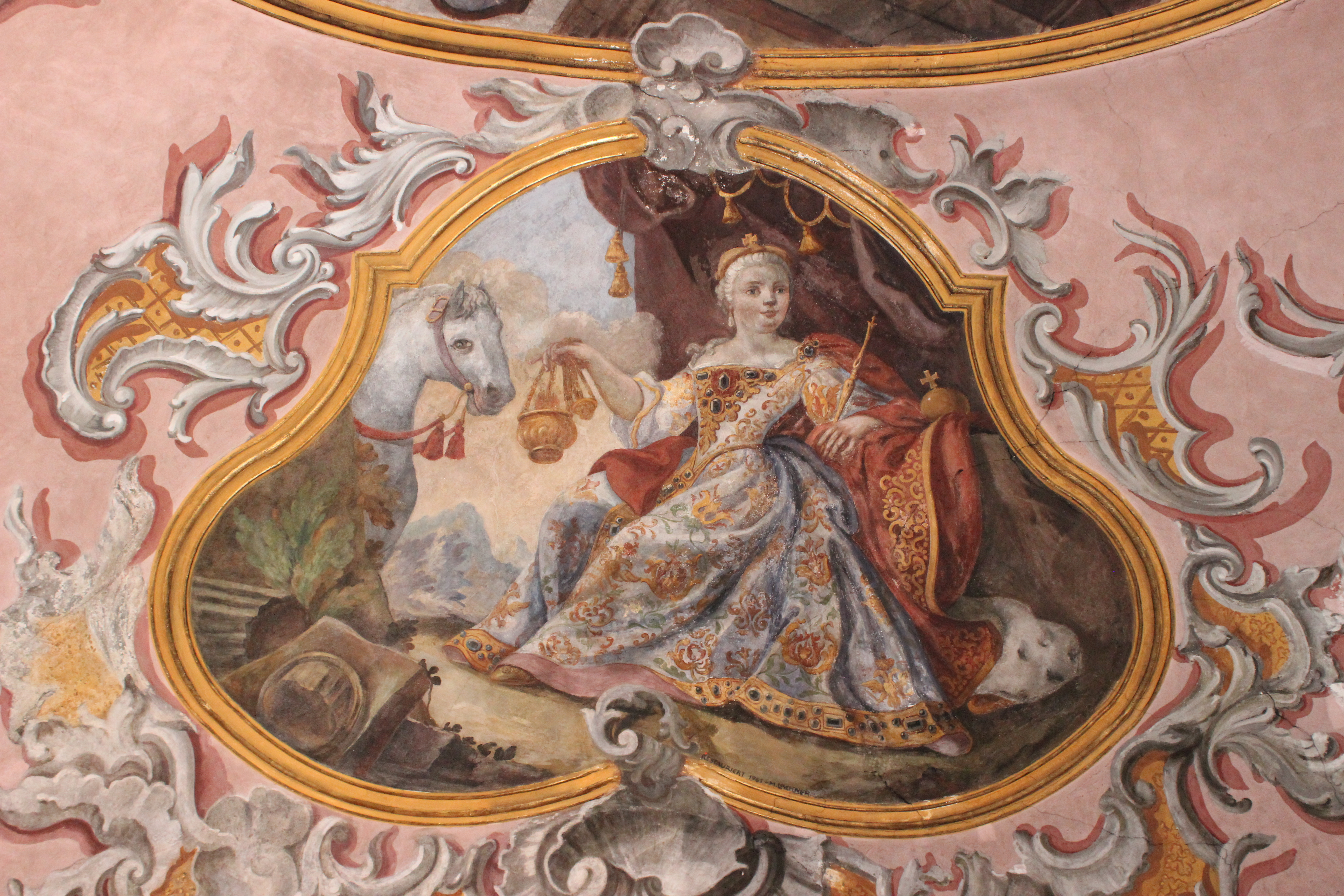
L'Europa di Mölk
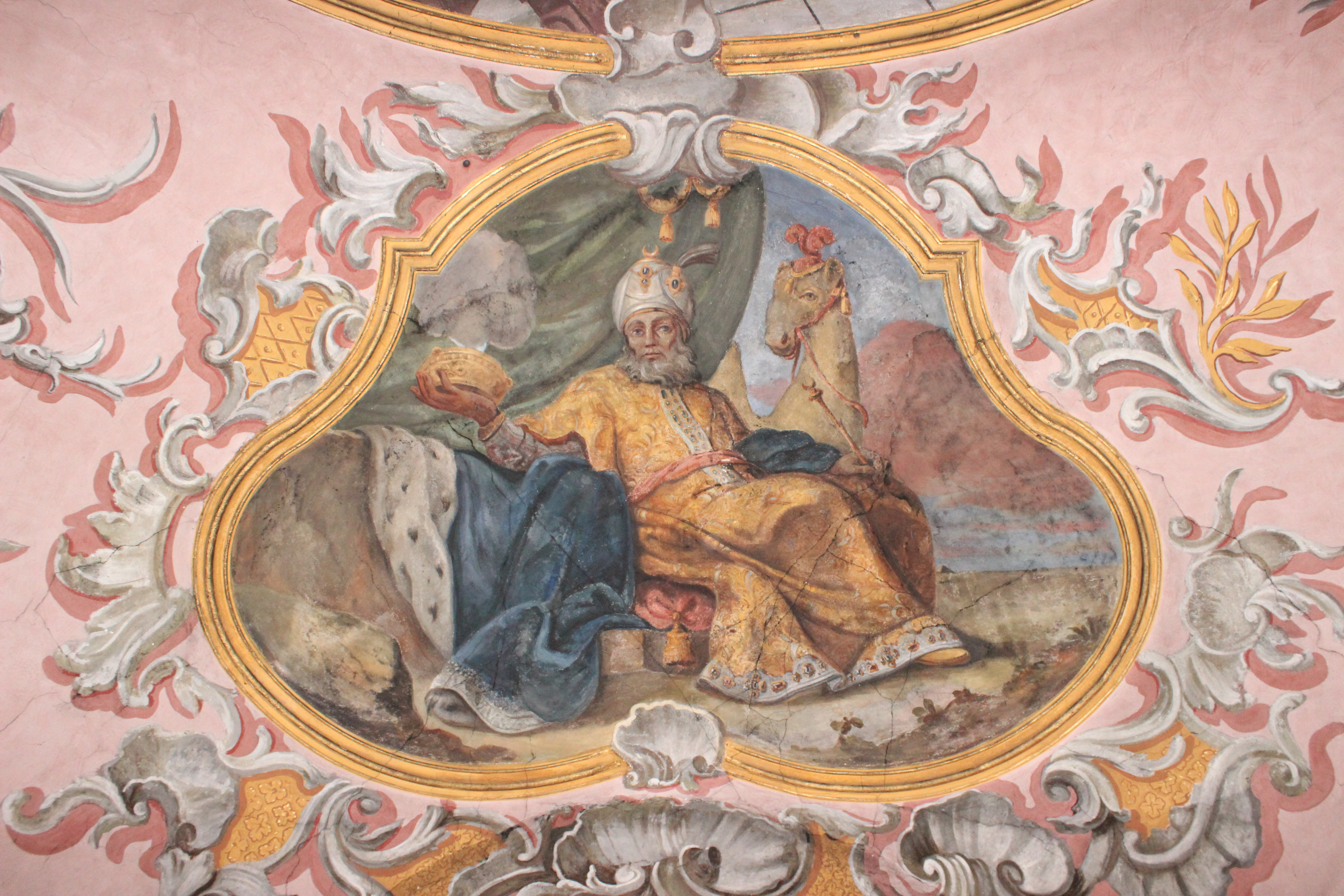
L'Asia di Mölk